# メオヴァク県
メオヴァック・コミューン (旧：ハーザン省メオヴァック県) (ベトナム語：Xã Mèo Vạc) は、ベトナム・トゥエンクアン省 に属するコミューンです。ベトナム最北端の高原（ドン・バン高原）に位置し、その険しく壮観な石灰岩の山脈、色濃く残るモン族の文化、ユネスコに認定された「日曜縁結び市」、そして自然の驚異の一つである雄大な峡谷を流れるヌオクエ川（Sông Nho Quê） で知られています。そのため、多くの国の観光客が訪れます。

## 行政区画

### 歴史的沿革
- メオヴァック（苗旺）地区は元々ハーザン省メオヴァック県（Huyện Mèo Vạc, Tỉnh Hà Giang）に属していた。
- メオヴァック県時代の行政区分は、1つの市鎮（thị trấn）と17の社（xã）で構成され、199の村落・地区区画（thôn bản, tổ khu phố）を管轄していた。県の行政中心地はメオヴァック市鎮（Thị trấn Mèo Vạc）に置かれていた。
- [2025年7月1日] 行政区分調整：

```
      *   メオヴァック県の建制が廃止された。
      *   元ハーザン省メオヴァック県の管轄区域全体がトゥエンクアン省（Tỉnh Tuyên Quang）の管轄に移された。
      *   元メオヴァック県下の複数の行政単位が大規模に合併・再編された：
           *   元 メオヴァック市鎮（Thị trấn Mèo Vạc）、タールン社（Xã Tả Lủng）、ザンチューフィン社（Xã Giàng Chu Phìn）、バーウィー社（Xã Pả Vi）が合併し、単一の社レベル単位——トゥエンクアン省メオヴァック社（Xã Mèo Vạc, Tỉnh Tuyên Quang）——が成立した。
           *   元ハーザン省メオヴァック県のその他の社はそれぞれ合併され、以下の新しい社レベル単位が設立され、全てトゥエンクアン省に所属する：
               *   ソンヴィ社（Xã Sơn Vĩ）
               *   カウヴァイ社（Xã Khâu Vai）
               *   ニエムソン社（Xã Niêm Sơn）
               *   タットガー社（Xã Tát Ngà）
               *   スンマン社（Xã Sủng Máng）
```

### 現行行政区分（トゥエンクアン省メオヴァック社時期）
- メオヴァック社（Xã Mèo Vạc）は、トゥエンクアン省（Tỉnh Tuyên Quang）下の社レベル行政単位である。
- この社は、元ハーザン省メオヴァック県の メオヴァック市鎮（Thị trấn Mèo Vạc）、タールン社（Xã Tả Lủng）、ザンチューフィン社（Xã Giàng Chu Phìn）、バーウィー社（Xã Pả Vi）が合併して形成された。

### 旧行政区分（ハーザン省メオヴァック県時期 - 歴史）
- 県建制廃止前、ハーザン省メオヴァック県は1つの市鎮と17の社を管轄していた：

```
   市鎮（Thị trấn）**:
          メオヴァック市鎮（Thị trấn Mèo Vạc） - (県庁所在地)
   社（Xã）:
       1.  カンチューフィン社（Xã Cán Chủ Phìn）
       2.  ザンチューフィン社（Xã Giàng Chu Phìn）
       3.  カウヴァイ社（Xã Khâu Vai）
       4.  ルンチン社（Xã Lũng Chinh）
       5.  ルンプー社（Xã Lũng Pù）
       6.  ナムバン社（Xã Nậm Ban）
       7.  ニエムソン社（Xã Niêm Sơn）
       8.  ニエムトン社（Xã Niêm Tòng）
       9.  バーウィー社（Xã Pả Vi）
       10. バイルン社（Xã Pải Lủng）
       11. ソンヴィ社（Xã Sơn Vĩ）
       12. スンマン社（Xã Sủng Máng）
       13. スントラ社（Xã Sủng Trà）
       14. タールン社（Xã Tả Lủng）
       15. タットガー社（Xã Tát Ngà）
       16. トゥオン・フン社（Xã Thượng Phùng）
       17. シンカイ社（Xã Xín Cái）。
```

## 地理

### 地理位置
- 歴史的境界（ハーザン省ミャオ・ヴァック県時代）：
  - ドン・ヴァン岩石高原世界ジオパークの範囲内に位置
  - 地理座標：北緯22°22′ - 23°19′、東経105°12′ - 105°24′
  - 旧ハーザン省ハザン市から164キロメートル
  - 東部・北部は中華人民共和国（広西チワン族自治区、雲南省）と接壤
- 行政境界：

| 方位 | 隣接行政区                                           |
| ---- | ---------------------------------------------------- |
| 東   | 中国、旧カオバン省バオ・ラック県                     |
| 南   | 旧ハーザン省イエン・ミン県、旧カオバン省バオ・ラム県 |
| 西   | 旧ハーザン省ドン・ヴァン県                           |
| 北   | 旧ハーザン省ドン・ヴァン県、中国                     |

- - 旧ハーザン省（2025年廃止）の中越国境県であった
  - 旧ハーザン省北部の高高度岩石山地に位置

- 現行境界（トゥエンクアン省ミャオ・ヴァック社時代）：
  - 以下の社級行政単位と接壤：

| • 北西： | トゥエンクアン省ドン・ヴァン社（Xã Đồng Văn, Tỉnh Tuyên Quang） |
| • 西：   | トゥエンクアン省スン・マン社（Xã Sủng Máng, Tỉnh Tuyên Quang）  |
| • 北東： | トゥエンクアン省ソン・ヴィ社（Xã Sơn Vĩ, Tỉnh Tuyên Quang）     |
| • 南東： | トゥエンクアン省カウ・ヴァイ社（Xã Khâu Vai, Tỉnh Tuyên Quang） |
| • 南：   | トゥエンクアン省タット・ガー社（Xã Tát Ngà, Tỉnh Tuyên Quang）  |

### 管轄面積
|  | 行政単位                            | 面積       |  |
|  | ----------------------------------- | ---------- |  |
|  | ミャオ・ヴァック県（Huyện Mèo Vạc） | 584.73 km² |  |
|  | ミャオ・ヴァック社（Xã Mèo Vạc）    | 92.21 km²  |  |

## 歴史的変遷
```
  建制初期（1962年）
```

- 1962年12月15日：ベトナム政府委員会（Hội đồng Chính phủ）は第211/QĐ-CP号決議を公布し、ドン・ヴァン県（huyện Đồng Văn）を三県に分割：イエン・ミン県（Yên Minh）、ミャオ・ヴァック県（Mèo Vạc）及びドン・ヴァン県。新設のミャオ・ヴァック県は16社・159村坊を管轄し、行政中心はミャオ・ヴァック社に設置。

```
  区画調整（1982年）
```

- 1982年10月21日：ベトナム閣僚会議（Hội đồng Bộ trưởng）第179/HĐBT号決議：

```
   イエン・ミン県（Yên Minh）のニエム・ソン社（Niêm Sơn）、ナム・バン社（Nậm Ban）、タット・ガー社（Tát Ngà）をミャオ・ヴァック県に移管。
   ミャオ・ヴァック県のルン・フィン社（Lũng Phìn）、ホー・クアン・フィン社（Hố Quáng Phìn）、スン・チャイ社（Sủng Chái）をドン・ヴァン県（Đồng Văn）に移管。
```

```
  行政単位分設（1999年）
```

- 1999年8月20日：

```
   スン・チャー社（Sủng Trà）のルン・バイ村（Lũng Pải）、ブン・マイ村（Bủng Mày）をミャオ・ヴァック社に移管。
   ミャオ・ヴァック社を二行政単位に分割：ミャオ・ヴァック市鎮（Thị trấn Mèo Vạc）（県庁所在地）とター・ルン社（Xã Tả Lủng）。
```

```
  新社分置（2005年）
```

- 2005年8月9日：ニエム・ソン社（Niêm Sơn）とカウ・ヴァイ社（Khâu Vai）からニエム・トン社（Niêm Tòng）を分置成立。

```
  建制廃止と再編（2025年）
```

- 2025年7月1日：ベトナム国会常務委員会第1684/NQ-UBTVQH15号決議：

```
   1.  ミャオ・ヴァック県（Huyện Mèo Vạc）建制を廃止。
   2.  旧ミャオ・ヴァック県管轄区域をハーザン省（Tỉnh Hà Giang）からトゥエンクアン省（Tỉnh Tuyên Quang）に移管。
   3.  旧ミャオ・ヴァック県下のミャオ・ヴァック市鎮（Thị trấn Mèo Vạc）、ター・ルン社（Xã Tả Lủng）、ザン・チュ・フィン社（Xã Giàng Chu Phìn）、パー・ヴィ社（Xã Pả Vi）を統合し、新社級単位「トゥエンクアン省ミャオ・ヴァック社（Xã Mèo Vạc, Tỉnh Tuyên Quang）」を成立。
   4.  旧ミャオ・ヴァック県残余各社を再編し、トゥエンクアン省下のソン・ヴィ社（Sơn Vĩ）、カウ・ヴァイ社（Khâu Vai）、ニエム・ソン社（Niêm Sơn）、タット・ガー社（Tát Ngà）、スン・マン社（Sủng Máng）を設置。
```